# Sommet du G8 de 2004
Pour un article plus général, voir Sommet du G8.
Le sommet du G8 2004, 30e réunion du G8, réunissait les dirigeants des 7 pays démocratiques les plus industrialisés et la Russie, ou G8, du 8 juin au 10 juin 2004, dans l’État américain de Géorgie, à Sea Island.

## Participants
| Participants au G8            |                       |                   |                      |
| Membre                        | Membre                | Représenté par    | Fonction             |
| Drapeau du Canada             | Canada                | Paul Martin       | Premier ministre     |
| Drapeau de la France          | France                | Jacques Chirac    | Président            |
| Drapeau de l'Allemagne        | Allemagne             | Gerhard Schröder  | Chancelier           |
| Drapeau de l'Italie           | Italie                | Silvio Berlusconi | Président du Conseil |
| Drapeau du Japon              | Japon                 | Junichiro Koizumi | Premier ministre     |
| Drapeau du Royaume-Uni        | Royaume-Uni           | Tony Blair        | Premier ministre     |
| Drapeau de la Russie          | Russie                | Vladimir Poutine  | Président            |
| Drapeau des États-Unis        | États-Unis            | George W. Bush    | Président            |
| Drapeau de l’Union européenne | Commission européenne | Romano Prodi      | Président            |

D'autres chefs d'État ou de gouvernement sont également invités au sommet, participant à la réunion du dialogue élargie : Hamid Karzai (Afghanistan), Abdelaziz Bouteflika (Algérie), Hamad ben Issa el-Khalifa (Bahreïn),  Ghazi Mashal Ajil al-Yawer (Irak), Abdallah II (Jordanie), Ali Abdallah Saleh (Yémen) et Recep Tayyip Erdoğan (Turquie).

## Bilan
- Adoption à l'unanimité de la résolution 1546 du Conseil de sécurité des Nations unies sur l'Irak, qui a pour objectif d'apporter un soutien au gouvernement provisoire d'Irak
- Instauration d'un partenariat pour le progrès et pour un avenir commun avec les gouvernements et les peuples du Moyen-Orient élargi et de l'Afrique du Nord
- Création d'un « Forum pour l'avenir »

## Thèmes abordés
Les principaux thèmes abordés sont : 
- La prolifération des armes de destruction massive
- Le terrorisme international
- L’Afrique
- Les problèmes régionaux

### La prolifération des armes de destruction massive
Discussions faisant suite aux discussions ayant eu lieu au G8 d'Évian-les-Bains de l'année passée, avec adoption d'un plan d'action qui permet de renforcer l'Agence internationale de l'énergie atomique ainsi que le renforcement des actions déjà existantes (telle que la PSI).

### Le terrorisme international
Adoption de mesures pour la destruction des stocks des systèmes portatifs de défense aérienne (MANPADS) en excès et prévenir leur prolifération.

### L'Afrique
Discussions notamment autour des conflits armées touchant l'Afrique, ainsi que le VIH, la pauvreté et la famine. Rencontre avec plusieurs chefs d'État africains tels que : Abdelaziz Bouteflika (Algérie), John Agyekum Kafuor (Ghana), Olusegun Obasanjo (Nigeria), Abdoulaye Wade (Sénégal), Thabo Mbeki (Afrique du Sud), Yoweri Museveni (Ouganda). À l'issue de ces discussions certains engagements ont été pris :
- L’instauration d'un plan de maintien de la paix
- Création d'un plan pour l'application de l'esprit d'entreprise à l'éradication de la pauvreté
- Lancement d'une initiative mondiale pour la création d'un vaccin anti-VIH
- Éradication de la poliomyélite d'ici 2005
- Lancement d'une initiative pour l'éradication de la famine dans la corne de l'Afrique
- Soutien des projets de lutte contre la corruption en Géorgie, au Nicaragua, au Nigeria et au Pérou

### Problèmes régionaux
Les discussions ont porté sur l'Afghanistan, Haïti, Gaza, la Corée du Nord, le Soudan :
- Afghanistan : soutien pour la lutte contre la drogue
- Haïti : Discussion sur les besoins d'Haïti notamment en matière de police, d'électricité, de soutien budgétaire
- Gaza : Déclaration sur le retrait de Gaza, et plus largement sur la paix au Proche-Orient
- la Corée du Nord : discussion autour du projet nucléaire nord coréen, et soutien au processus de pourparlers